# 嫩林線

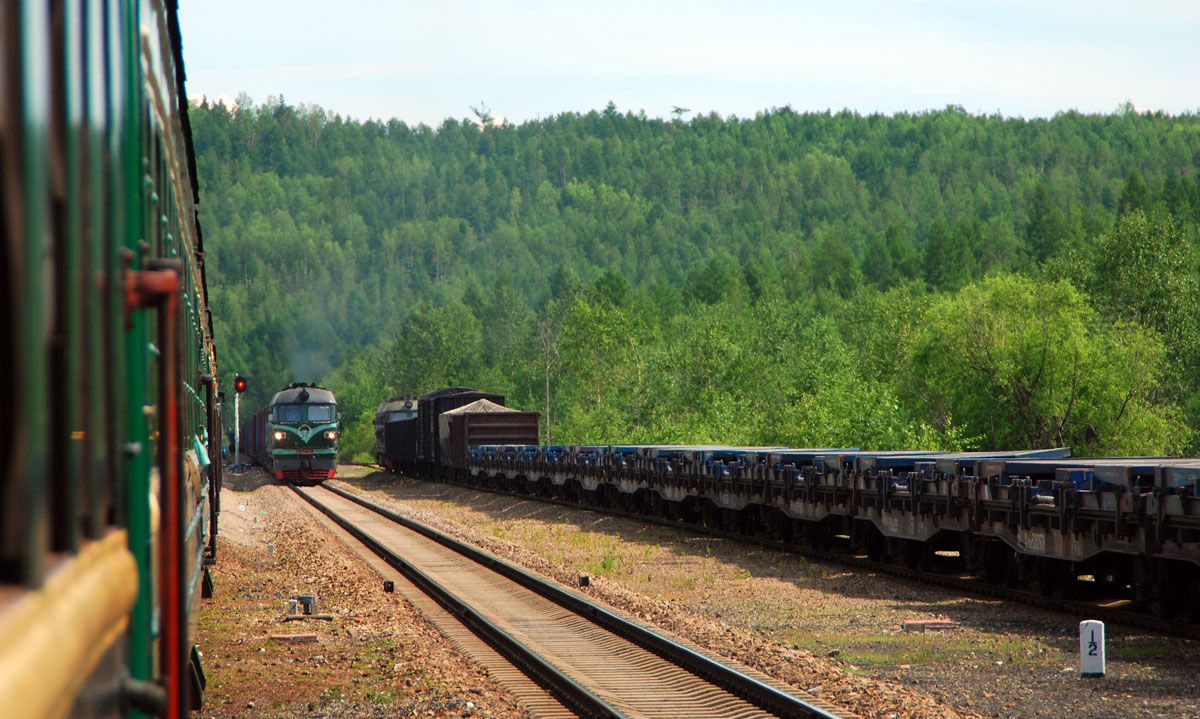
塔源駅の列車交差

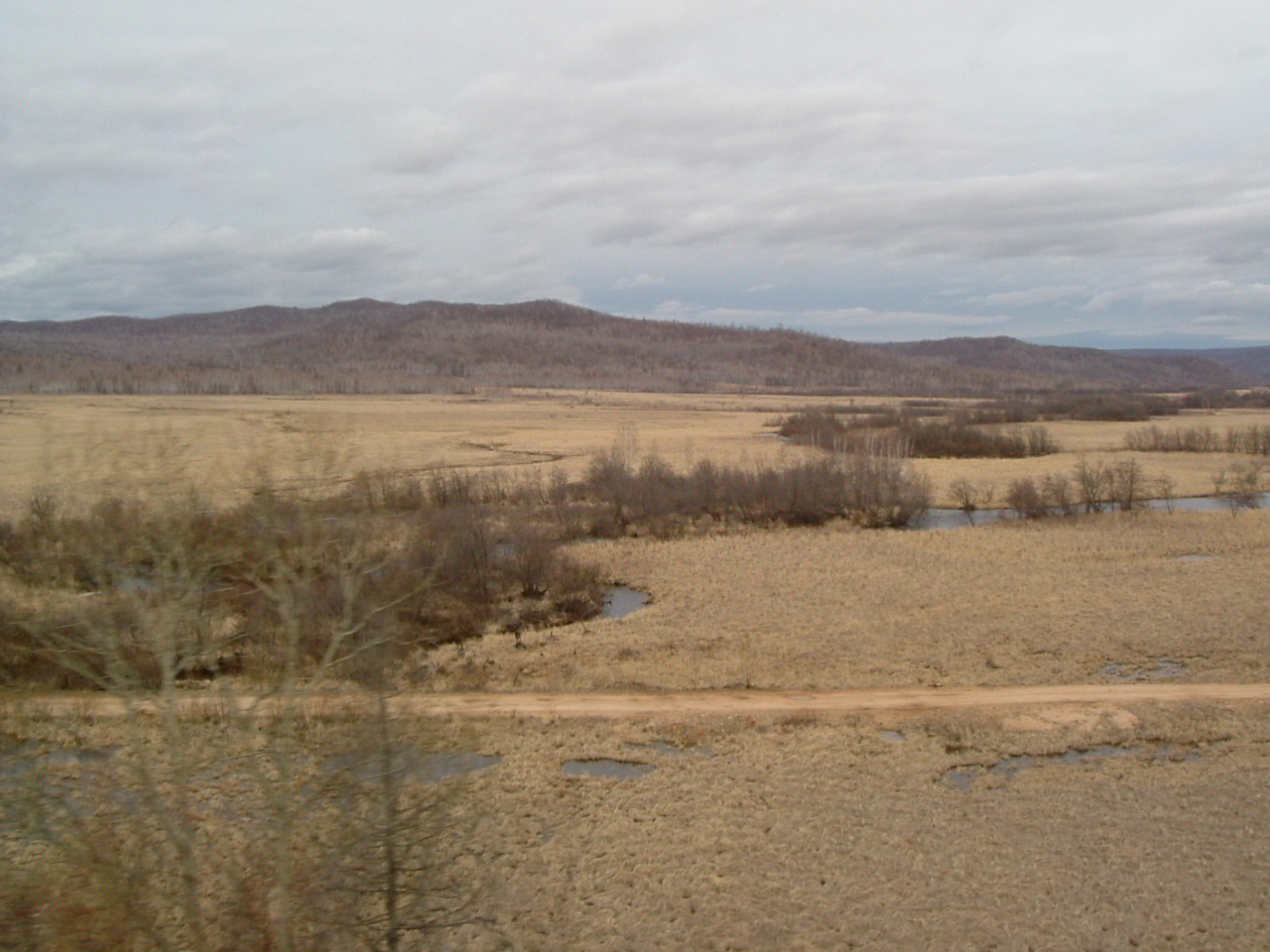
嫩林鉄路から見る嫩江（蛇行して池塘が残る）

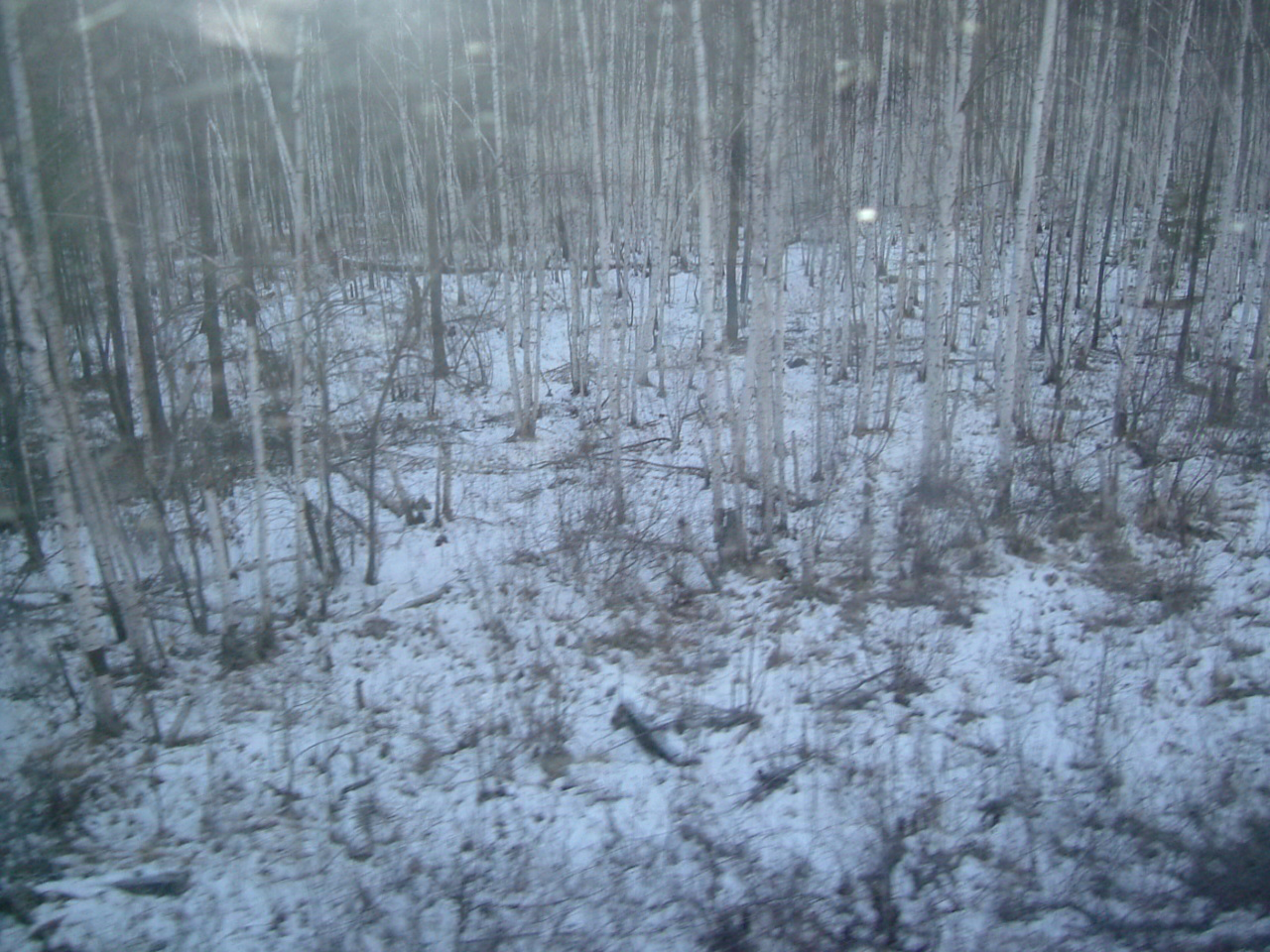
嫩林鉄路から見る大興安嶺山脈の森林（5月初旬でも雪が残る）

嫩林線（のんりんせん、中国語: 嫩林铁路）は中国の最北へ行く鉄道で、嫩江鎮から出発して、ジャグダチ（加格達奇）を経て、漠河市の古蓮までの667kmである。富西線の一部を形成する。
嫩林線は始め嫩江に添った平地を通り、甘河を経て、次に大興安嶺山脈の山間を通過する。主な通過駅は大楊樹、ジャグダチ、林海、塔河、樟嶺、西林吉、漠河、古蓮である。大興安嶺山脈の森林開発、古蓮の石炭開発、漠河の観光などに役だっている。
遼寧省大連から北へ行き、吉林省四平で西へ向かい、嫩江添いから大興安嶺山脈へ向かって北へ行き、黒龍江省・内モンゴル自治区のジャグダチまで丸一日かかる直通列車がある。漠河駅から車で、中国最北の「北極村」へ行ける。

## 歴史
1964年から1972年にかけて中ソ論争の最中に国防も兼ねて、鉄道部が設計、人民解放軍工務部が建設した。